# Telenomus emersoni
Telenomus emersoni är en stekelart som först beskrevs av Girault 1916.  Telenomus emersoni ingår i släktet Telenomus och familjen Scelionidae. Inga underarter finns listade i Catalogue of Life.